# Jesús Enrique Lossada (khu tự quản)
Jesús Enrique Lossada là một khu tự quản thuộc bang Zulia, Venezuela. Thủ phủ của khu tự quản Jesús Enrique Lossada đóng tại La Concepción. Khự tự quản Jesús Enrique Lossada có diện tích 3533 km2, dân số theo điều tra dân số ngày 21 tháng 10 năm 2001 là 83468 người.